# NGC 6094
NGC 6094 é uma galáxia lenticular (S0) localizada na direcção da constelação de Ursa Minor. Possui uma declinação de +72° 29' 42" e uma ascensão recta de 16 horas, 06 minutos e 33,8 segundos.
A galáxia NGC 6094 foi descoberta em 16 de Março de 1785 por William Herschel.